# Binanga Tolu (Sosopan)
Binanga Tolu is een bestuurslaag in het regentschap Padang Lawas van de provincie Noord-Sumatra, Indonesië. Binanga Tolu telt 109 inwoners (volkstelling 2010).